# Timi Zajc
Timi Zajc (26 april 2000) is een Sloveens schansspringer. Hij nam tweemaal deel aan de Olympische Winterspelen.

## Carrière
Zajc maakte zijn debuut in de wereldbeker in het seizoen 2017/2018. Bij zijn eerste wereldbekerwedstrijd op 19 november 2017 in Wisła werd hij gediskwalificeerd. In 2018 nam Zajc een eerste keer deel aan de Olympische winterspelen. In het Koreaanse Pyeongchang eindigde Zajc 33e op de kleine schans. Op de Spelen van 2022 in Peking behaalde hij 2x een top 10-notering, waarna hij in de landenwedstrijd een zilveren medaille behaalde en in de gemengde landenwedstrijd een gouden medaille behaalde. In 2023 werd Zajc voor het eerst individueel wereldkampioen, dit jaar won hij ook met de Sloveense mannenploeg het WK en was er een 3e plaats in de gemengde wedstrijd. Zajc won daarnaast viermaal een wereldbekerwedstrijd in het skivliegen. In deze discipline is Zajc ook tweevoudig kampioen in de landenwedstrijd, en won hij 2 individuele medailles op het WK skivliegen. 

## Belangrijkste resultaten

### Olympische Winterspelen
| Jaar | Plaats      | Resultaten         |
| ---- | ----------- | ------------------ |
| 2018 | Pyeongchang | 33e normale schans |

### Wereldkampioenschappen
| Jaar | Plaats  | Resultaten                         |
| ---- | ------- | ---------------------------------- |
| 2019 | Seefeld | 50e HS109 10e HS 130 6e Team HS130 |

### Wereldbeker
Eindklasseringen
| Seizoen   | Algm | SV     | 4S  | RAW |
| --------- | ---- | ------ | --- | --- |
| 2017/2018 | 32e  | -      | 16e | 47e |
| 2018/2019 | 9e   | 6e     | 20e | 16e |
| 2019/2020 | 14e  | Zilver | 23e | 9e  |

Wereldbekerzeges
| Datum           | Plaats      | Schans      |
| Individueel     | Individueel | Individueel |
| --------------- | ----------- | ----------- |
| 1 februari 2019 | Oberstdorf  | HS235       |
| Team            |             |             |
| 16 maart 2019   | Vikersund   | HS240       |